# Strudel

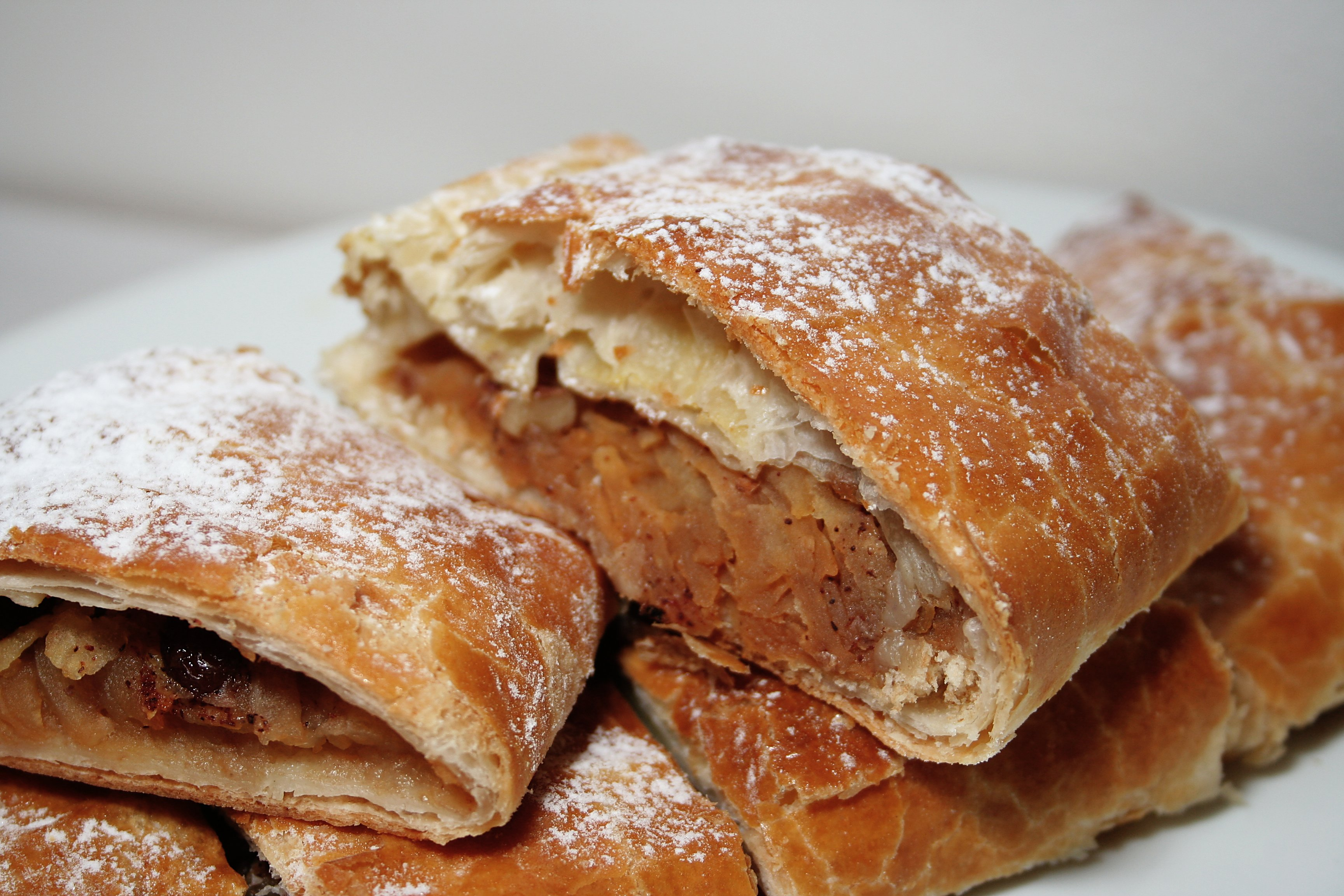
Strudel jabłkowy

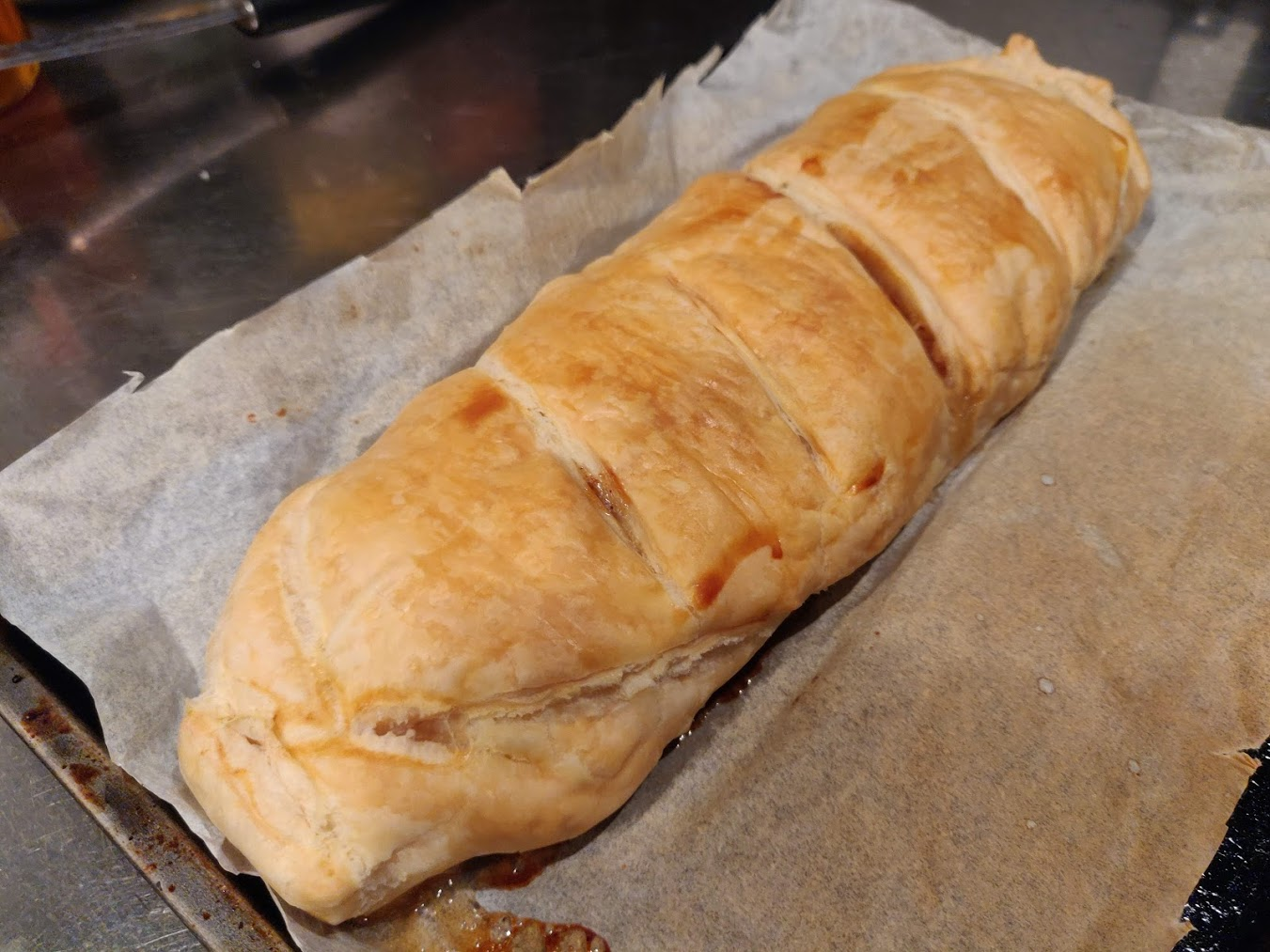
Strudel po wyjęciu z pieca

Strudel – kruche, wielowarstwowe ciasto deserowe (podobne do półfrancuskiego), najczęściej ze słodkim nadzieniem (jabłkowym, wiśniowym), posypywane cukrem pudrem lub polewane śmietaną, często podawane na ciepło.  
Najstarszy przepis na strudel (niem. Millirahmstrudel) z 1696 znajduje się w Bibliotece Miasta Wiednia (niem. Wiener Stadtbibliothek) w postaci rękopisu. Ciasto ma korzenie w podobnych ciastach z Bliskiego Wschodu – np. baklawa z kuchni tureckiej. Popularne na terenach dawnych Austro-Węgier, Galicji, np. we Lwowie czy Krakowie. Kojarzony z kuchnią austriacką – wiedeńską. Stał się popularny w XVIII wieku.
Strudel robi się z mąki, jajek, odrobiny tłuszczu i dodatków, najczęściej jabłek, wiśni, ew. białego sera lub szpinaku.